# Alucite des céréales
Sitotroga cerealella
Espèce
Sitotroga cerealella (alucite des céréales ou teigne des céréales, mite angoumoise du grain, papillon de l'Angoumois) est une espèce de lépidoptères de la famille des Gelechiidae, à répartition cosmopolite.
C'est un insecte ravageur qui s'attaque aux grains de céréales (maïs, blé, orge, riz, etc.) aussi bien dans les épis au champ que dans les magasins d'entreposage (greniers, silos...). Il se rencontre dans toutes les régions tempérées à chaudes et tropicales du monde.

## Synonymes
Selon Australian Biological Resources Study (ABRS) :
- Alucita cerealella Olivier, 1789
- Aristotelia ochrescens Meyrick in Caradja & Meyrick, 1938
- Epithectis palearis Meyrick, 1913
- Gelechia arctella Walker, 1864
- Gelechia melanarthra Lower, 1900
- Syngenomictis aenictopa Meyrick, 1927
- Tinea hordei Kirby & Spence, 1815

## Description
L'insecte adulte gris brunâtre est un papillon de 15 mm d'envergure environ. Les papillons adultes ne se nourrissent pas, ils pondent leurs œufs sur les grains non infestés et meurent rapidement.
Ses ailes postérieures qui se rétrécissent brusquement à un certain point sont frangées de longs poils et forment un « V » distinctif en forme de marquage.
Les larves ont des pièces buccales broyeuses tandis que les adultes ont une trompe suceuse.
Les larves percent et dévore l'endosperme et le germe du grain.

## Biologie
Les papillons pondent leurs œufs sur les épis de blé ou de maïs en culture ou sur les grains entreposés.
Les larves se nourrissent et se développent entièrement à l'intérieur des grains. Avant la nymphose, elles percent un trou de sortie circulaire caractéristique dans le tégument.
La reproduction est optimale en présence de températures comprises entre 16 et 35 °C et d’une humidité relative supérieure à 30 %.
Les femelles déposent jusqu’à 150 œufs à la surface des grains ou dans des anfractuosités, individuellement ou en groupes. Les œufs virent au rouge à l’approche de l’éclosion.
La chenille est blanche mais vire au jaune pâle à maturité. Elle mesure environ 5 mm de longueur. Le développement est optimal à des températures comprises entre 26 et 30 °C et en présence d’une humidité relative de 75 %. Il dure normalement 30 à 60 jours, mais il ne dure que 30 jours à 30 °C et en présence d’une humidité relative de 75 %. Le cycle évolutif est habituellement bouclé en 5 à 6 semaines.

## Distribution
L'aire de répartition de Sitotroga cerealella est quasi-cosmopolite aujourd'hui, et comprend la presque totalité de l'Europe, ainsi que des zones  aussi éloignées que l'Australie, le  Bénin, le Brésil, la Chine, l'Indonésie, le Japon, les îles Samoa et les États-Unis.
Cela s'explique par un comportement synanthropique, qui lui permet d'être facilement transporté grâce aux échanges internationaux de céréales
Son nom vernaculaire en anglais,  Angoumois Grain Moth, fait référence à l'Angoumois, province de France pré-révolutionnaire, où cet insecte fut décrit scientifiquement  par Guillaume-Antoine Olivier en 1789. La province est devenue l'année suivante l'actuel département de la Charente, et comme cela a été montré depuis l'origine de l'espèce ne se situe pas dans l'Ouest de la France.

## Contrôle
Les procédures de stockage modernes ont réduit les problèmes avec cet insecte. Le papillon est sensible aux températures basses et hautes (+40 °C). Ces insectes ravageurs sont incapables de se nourrir ou de se reproduire à des températures inférieures à +17 °C. Des températures encore plus basses peuvent servir à éliminer les insectes. Par exemple, le développement des insectes nuisibles (de tout stade) du grain entreposé s'arrêtera s'ils sont exposés à une température de −5 °C pendant 12 semaines ou 1 semaine à −20 °C.